# Жустін Тріє
Жусті́н Тріє́ (фр. Justine Triet; нар. 17 липня 1978, Фекам, Приморська Сена, Франція) — французька кінорежисерка, сценаристка, монтажерка та акторка.

## Біографія
Жустін Тріє народилася 7 липня 1978 року в місті Фекам, що в департаменті Приморська Сена у Франції. Професійну освіту здобула в Національній вищій школі красних мистецтв у Парижі. Після створення кількох короткометражок та документальних стрічок, Тріє дебютувала у 2013 році повнометражним фільмом «Вік паніки», який презентувала у програмі ACID на 66-му Каннському міжнародному кінофестивалі.
Другий фільм Жустін Тріє, драма «Вікторія» (фр. Victoria) (в українському прокаті «У ліжку з Вікторією»), який вийшов на екрани у 2016 році, було номіновано на здобуття французької національної кінопремії «Сезар» (2017) у 5-ти категоріях, у тому числі як найкращий фільм року.

## Фільмографія
Режисерка, сценаристка
| Рік  |      | Назва українською                    | Оригінальна назва             | Режисер | Сценарист |
| ---- | ---- | ------------------------------------ | ----------------------------- | ------- | --------- |
| 2007 | к/м  | На місці                             | Sur place                     | Так     |           |
| 2008 | док. | Сольферіно                           | Solférino                     | Так     |           |
| 2010 | док. | Тіні в будинку                       | Des ombres dans la maison     | Так     |           |
| 2011 | к/м  | Неслухняна дівчинка, поганий хлопчик | Vilaine Fille, mauvais garçon | Так     |           |
| 2012 | к/м  | Дві самотності                       | Vilaine fille mauvais garçon  | Так     | Так       |
| 2013 |      | Вік паніки                           | La bataille de Solférino      | Так     | Так       |
| 2016 |      | У ліжку з Вікторією                  | Victoria                      | Так     | Так       |
| 2019 |      | Сібіл                                | Sibyl                         | Так     |           |
| 2023 |      | Анатомія падіння                     | Anatomie d'une chute          | Так     | Так       |

Акторка
- 2007: «Хроніки 2005 року» / Chroniques de 2005

## Визнання
| Рік                                   | Категорія                                                 | Фільм                                | Результат    |
| ------------------------------------- | --------------------------------------------------------- | ------------------------------------ | ------------ |
| Берлінський міжнародний кінофестиваль |                                                           |                                      |              |
| 2012                                  | Золотий ведмідь за найкращий короткометражний фільм       | Неслухняна дівчинка, поганий хлопчик | Номінація    |
| 2012                                  | Приз UIP за найкращий європейський короткометражний фільм | Неслухняна дівчинка, поганий хлопчик | Перемога     |
| Премія Європейської кіноакадемії      |                                                           |                                      |              |
| 2012                                  | Найкращий європейський короткометражний фільм             | Неслухняна дівчинка, поганий хлопчик | Номінація    |
| Премія «Сезар»                        |                                                           |                                      |              |
| 2014                                  | Найкращий дебютний фільм                                  | Вік паніки                           | Номінація    |
| 2017                                  | Найкращий фільм                                           | У ліжку з Вікторією                  | Номінація    |
| 2017                                  | Найкращий оригінальний сценарій                           | У ліжку з Вікторією                  | Номінація    |
| Каннський кінофестиваль               |                                                           |                                      |              |
| 2019                                  | Золота пальмова гілка                                     | Сібіл                                | В очікуванні |

## Громадська позиція
У липні 2018 підтримала петицію Асоціації французьких кінорежисерів на захист ув'язненого у Росії українського режисера Олега Сенцова